# Ostpark (Landau in der Pfalz)
Der Ostpark ist eine Parkanlage innerhalb der kreisfreien Stadt Landau in der Pfalz. Sie ist als Denkmalzone ausgewiesen.

## Lage
Der Park befindet sich im Osten der Kernstadt von Landau in der Pfalz; er ist von den Straßen Rheinstraße und Ludowicistraße umgeben. Unmittelbar westlich befindet sich die Jugendstil-Festhalle.

## Geschichte
Die Ende des 17. Jahrhunderts errichtete und seit dem Anfang des 18. Jahrhunderts fertiggestellte Festung Landau wurde 1871 geschleift. Ihre Reste – vor allem einzelne Lunettes – wurden in Form von Parks nachgenutzt.
Aus den Festungsresten wie dem Lunette 35 im Osten der Stadt wurde um 1890 der Ostpark angelegt. Der Kessels 80 wurde zum Schwanenweiher umgewandelt. In der Südwestecke steht die Kehlmauer. Die Überreste der Lunette 31 enthalten einen verwitterten Wappenstein und Geschützschartensockel in Form einer Zweitverwendung, die der Verschönerungsverein um 1900 aus dem bastionierten Turm No. 53 initiierte.

## Bäume
Als Naturdenkmale ausgewiesen sind eine um 1840 gepflanzte und etwa 25 Meter hohe Eiche im Norden des Parks sowie im Süden ein Nussbaum, der um 1910 gepflanzt wurde und etwa 30 Meter hoch ist.
Früher ebenfalls als Naturdenkmale deklariert waren eine Baumgruppe am Südostende des Weihers, ein Nussbaum, ein Geweihbaum, eine Baumgruppe südlich der Festhalle, zwei Erlen und eine Weide.